# Puente Galcerán
El puente Galcerán es uno de los puentes que cruzan el barranco de Santos, en la ciudad de Santa Cruz de Tenerife (Canarias, España).

## Descripción

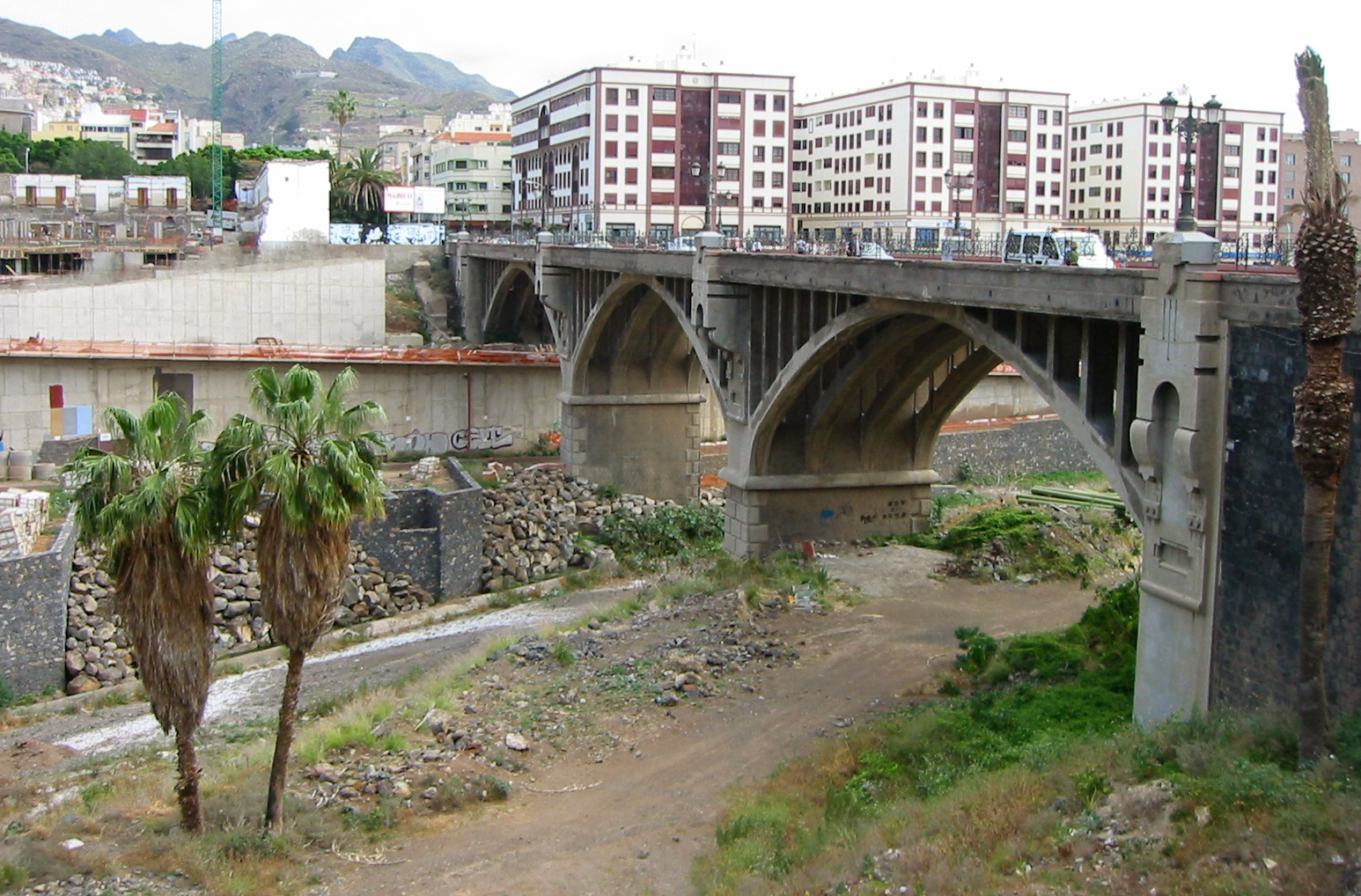
Puente Galcerán (2005)

Las obras del puente dieron comienzo el 7 de junio de 1926, siendo alcalde de la ciudad Santiago García Sanabria y fue inaugurado el 19 de octubre de 1928, aprovechando la visita a la isla de Miguel Primo de Rivera.
El puente Galcerán facilitó la comunicación de los barrios costeros de El Cabo y Los Llanos con el resto de la ciudad y propició el crecimiento de esta zona.
Bajo el puente, en los márgenes del barranco de Santos, se encuentra la Casa del Carnaval, un museo y centro de interpretación dedicado al Carnaval de Santa Cruz de Tenerife.